# Hippotion irregularis
Hippotion irregularis är en fjärilsart som beskrevs av Walker 1856. Hippotion irregularis ingår i släktet Hippotion och familjen svärmare. Inga underarter finns listade i Catalogue of Life.